# Puerto de la Magdalena (Toro)
Se conoce como  Puerto de la Magdalena a unas barranqueras situadas bajo la Plaza de la Magdalena, en la ciudad de Toro. Este paraje es históricamente célebre por ser el lugar por el que entraron a la ciudad las tropas castellanas fieles a Isabel la Católica  la noche del 19 de septiembre de 1476, tras derrotar a los ocupantes portugueses partidarios de Juana la Beltraneja. En tiempos modernos el barranco sufrió bastante  degradación por el vertido de aguas residuales de las zonas circundantes de la ciudad y la consiguiente erosión. En 2005 el ayuntamiento puso en marcha un plan para eliminar  los vertidos con la instalación de una depuradora  y frenar el proceso erosivo, además de llevar a cabo labores de limpieza y reforestación.